# PNPLA5
PNPLA5 (англ. Patatin like phospholipase domain containing 5) – білок, який кодується однойменним геном, розташованим у людей на довгому плечі 22-ї хромосоми. Довжина поліпептидного ланцюга білка становить 429 амінокислот, а молекулярна маса — 47 912.
| 10         |  | 20         |  | 30         |  | 40         |  | 50         |
| ---------- |  | ---------- |  | ---------- |  | ---------- |  | ---------- |
| MGFLEEEGRW |  | NLSFSGAGYL |  | GAHHVGATEC |  | LRQRAPRLLQ |  | GARRIYGSSS |
| GALNAVSIVC |  | GKSVDFCCSH |  | LLGMVGQLER |  | LSLSILHPAY |  | APIEHVKQQL |
| QDALPPDAHV |  | LASQRLGISL |  | TRWPDGRNFL |  | VTDFATCDEL |  | IQALVCTLYF |
| PFYCGLIPPE |  | FRGERYIDGA |  | LSNNLPFADC |  | PSTITVSPFH |  | GTVDICPQST |
| SPNLHELNVF |  | NFSFQISTEN |  | FFLGLICLIP |  | PSLEVVADNC |  | RQGYLDALRF |
| LERRGLTKEP |  | VLWTLVSKEP |  | PAPADGNWDA |  | GCDQRWKGGL |  | SLNWKVPHVQ |
| VKDVPNFEQL |  | SPELEAALKK |  | ACTRDPSRWA |  | RFWHSGPGQV |  | LTYLLLPCTL |
| PFEYIYFRSR |  | RLVVWLPDVP |  | ADLWWMQGLL |  | RNMALEVFSR |  | TKAQLLGPIS |
| PPATRVLETS |  | PLQPQIAPHR |  | EELGPTHQA  |  |            |  |            |

A: Аланін

C: Цистеїн

D: Аспарагінова кислота

E: Глутамінова кислота

F: Фенілаланін

G: Гліцин

H: Гістидин

I: Ізолейцин

K: Лізин

L: Лейцин

M: Метіонін

N: Аспарагін

P: Пролін

Q: Глутамін

R: Аргінін

S: Серин

T: Треонін

V: Валін

W: Триптофан

Кодований геном білок за функцією належить до гідролаз. 
Задіяний у таких біологічних процесах, як метаболізм ліпідів, деградація ліпідів, альтернативний сплайсинг. 